# スズキ・K
K（ケイ）とは、スズキが製造していたオートバイであり、シリーズ車種として排気量別に数車種生産されていた。同社製のオートバイであるAの後継車種にあたる。
A50が国内に無いため、同シリーズの派生車種であるKS50やコレダスポーツ50およびコレダスクランブラー50の他、GTシリーズのGA50、スクランブラーAC50およびスポーツAS50についても、K50ベースの車種派生として本記事内で詳述する。

## 標準仕様モデル一覧

### K125 / K90/ K50
過去の車種は以下の通り。
国内仕様(K125/K90/K50)のキャッチコピーは「Kという名の、従業員」「仕事はK！」などである。
尚、Kシリーズに「コレダ」がついていたのはK125の旧名「コレダS10」のみである。
- K125 - 1965年発売。元の車名は「コレダS10」。
- K90 - 1967年発売。2年後の1969年に2代目へ。
- K50 - 1967年発売。2年後の1969年に2代目へ。初代の元の名前は「M15-2」

### K100
- K100 - 1969年発売。台湾輸出仕様車。[1]

### K50/ K90の主な違い
K90(初代/2代目)やK50(初代/2代目)はシングルマフラーであり、K50は一貫して最高出力が4,5ps、K90は初代が8,4ps、2代目が7,3psで、それぞれも2代目の燃料タンク容量は同じ6,5リッターとなる。K50とK90には世代問わずタイヤサイズの違いがあり、規定やタイヤサイズの違いからメーターの目盛りや実際に表示される値に誤差がある。また、K90(2代目)とK50(2代目)は同社製の70K30のフレームを流用したモデルである。

## K125/ K100

### K125
K125はスズキのオートバイ商標が「コレダ」であった頃に発売された車両であり、初期の名前は「コレダS10」。特にエンジンはロータリーディスクバルブの2ストロークエンジンで、123cc・12ps/7,000rpm・1.3kgfm/5,500rpmと当時のレース用だったものを流用して製造されており、単気筒でありながら2本出しマフラーが特徴であったが、車両のデザインからビジネスバイクとしての性格が強くなっていた。アフリカの地方で近年までタブルシート仕様含むK125の生産がされていた。
- 名前こそ変わったものの、後述のK50やK90とは違い、唯一モデルチェンジや、リアフェンダーがフレームから完全に独立することが無かった。
- 交番や駐在所など警察で使われていたケースが多いため、未だに中古品や未使用品の警察専用のリアボックスが流通している。車体色は白であった。

### K100
- K100は1969年、台湾に輸出する際にK125同様のフレームに先代シリーズのA100のエンジンを搭載して製造された日本国内生産の車両である。2008年の台湾映画「海角七号 君想う、国境の南」 にて登場し、「日本と台湾の友好関係が末永く続くように」という意味で、スズキ株式会社に寄贈された。テールライトはK50やK90と同じおむすび型テールである。[1]

## K90
K90は1967年にA90の後継モデルとしてエンジンやフレームがそのまま発売されたが、K50と同じく1969年に2代目へモデルが以降された。
K50とは違い、K90の初代はスズキデジタルライブラリーに掲載されている。
- 前述のように70K30のフレームや独自のエンジンに変更をされたため、リアフェンダーがフレームから独立した。[2]
- 初期のエンジンはA90のものを採用していたが、2代目からK50と互換性のある独自のエンジンへ変更された。初代と2代目での互換性は不明。[3]
- 70K30が1966年以外の年式が確認されないほか、2代目にフレームが使われたものの、公式からはセルペット80K10の後継モデルとされている。[2]
- 交番や駐在所など警察で使われていたケースが多いため、未だオークションなどで中古品や未使用品の警察専用のリアボックスが流通している。
- 11型にヘッドライトを以前のかまぼこのような形状から丸型に変更した。
- M型から12Vになり、K50と年式と型式の表記が統一された。

## K50
本文でのスズキデジタルライブラリーの引用は諸元欄(PDF)も御覧ください。

### K50(初代)
K50は1967年に同社製M15-2の続投するモデルとして初代が販売開始された。
- 続投の「MD型」エンジンは、2サイクルオイルをコンロッド大端部、クランクベアリング、シリンダーなどエンジン主要部分に直接給油するCCI方式を採用した。2代目に移行後も2型まで採用され、改良を加えられたCCIS方式に変更された。
- また、初代や2代目初年モデルのみ「K50D」というセル付きモデルがあった。[4]
- 型式商標は｢M12｣のままである。

### K50(2代目)

#### 2型(初期型)
- 1969年に2型(1969年)にモデルチェンジをした。前述のように70K30のフレームに変更された。
- 型式商標が｢K50｣となった。

#### 3型(G)
- 1970年に3型(1970年)である大型リアキャリアモデル「K50G(デラックス)」を発売。以降の仕様はこの外観を引き継ぐ形となった。また、G仕様には他にもウインカーブザーが追加されている。
- 型式商標が｢K50-3｣となった。[4]
- G仕様はパーツリストには3型(1970年)モデルという扱いでタイトルに記載されていた。前年モデルの2型(1969年)との違いのみ記載される形となった。
- G仕様のリアキャリアには、外枠部品を足しただけのものもある。
- 従来の3速ミッションの「MD型」エンジンから、利便性の観点でF50の4速ミッションのエンジンに変更されたモデル。以降エンジンの変更は、排出ガス規制による名称や細部の変更のみであった。[4]

#### 4型,5型,6型,7型,8型
- 4型(1972年)には、エンジンをCCI方式からCCIS方式かつリードバルブ方式に変更するとともに、パーツリストに全部品を記載し、前年式のものを必要としない形に変更された。[4]
- リアキャリアがこの年式から変わらなくなった。
- エンジンが細かく変更されたため、3型(1970年)は4型(1972年)以降のパーツリストに記載されることはなかった。
- 基本的に4型(1972年)から7型(年式不明)までパーツリストでひっくるめで記載されているものの、後に8型(年式不明)も追加された。
- 8型(初年度年式不明)にフューエルタンクやのサイドカバーのデザインがテープ化された。初期型形状のフューエルタンクでテープ模様のモデルは8型のみである。また、テールライトが同社製のホッパーと同じおむすび型のものに変更された。サイドカバーがこの型式専用のデザインである。

#### 10型,11型
- 10型(1979年)にシートやフューエルタンクの場所が変更され、K5型(2005年-2006年)まで装着された。珍しくも赤ラインのテープデザインのためかGSX400Eに酷似しており、俗に言う｢ゴキ｣のようなデザインであった。
- 11型(1980年)は、パーツリストによるとステーターコイル以外の仕様変更はない。前述のテープデザインがこのモデルまで採用された。

#### 12型,13型
- 12型(1982年)に「CDI方式」に変更された。また、ヘッドライトを以前のかまぼこのような形状から丸型に変更したため、サイドカバーもといキーシリンダーが変更された。以前はスピードメーターはヘッドライトとの一体型であった。これ以降のモデルのテープデザインは全て金銀2色の仕様になる。マフラーと一体型だった取り付けステーが別になった。
- 13型(1983年)には、シリンダーヘッドに振動の抑制としてゴムパーツが追加された。そのため、6Vでは13型のみ装着された。
- 最高回転数が7000から6500に引き下げられ、カタログ値の燃費が上がり、型式商標が｢A-K50-3｣に変更された。[4]

#### M型,P型
- M型(1991年)に12V化をされ、常時点灯式に変更された。
- アルファベットによる型式の表記に変更された。サイドカバーがこの型式専用のデザインである。[4]
- P型(1993年)ではテープデザインが変更され、これ以降変化しない。
- 1996年(型式はP型)にはテープ類の装飾がない無地の車体もバリエーションの一つとして販売された。
- キャブレターケース側のガスケットが同じP型でも車体番号によって形状が違う。

#### Y型,K5型
- Y型(2000年)以降生産された車両の型式が排出ガス規制により型式商標が「A-K50-3」から「BB-BA15A-」となっている他に、マフラーの形状が太くシンプルデザインへと変更されている。メインジェットもマフラーに適応する番手に変更された。

#### その他
- 最終的に代表的な物で言えば、2代目のリアキャリアなどのデザインは初期に変更されてからは最後まで変わることがなかった。
- 2代目は欧州に輸出され、「K50」の名前のまま、初期型はAC50のシート装着、後期型はGA50同様のフレームという違いのみで販売された。
- 中古市場からは年数的に初期型(~8型)以外では、12型の流通が少なく、13型が多い。また、Y型以降の解体数が少ない上、K50に対してコレダ2車種の流通が増えた。

## スポーツKS50/ スクランブラーAC50/ スポーツAS50/ GA50
本文でのスズキデジタルライブラリーの引用は諸元欄(PDF)も御覧ください。

### スポーツKS50
1967年、K50(初代)をベースにロングシートやマフラーなどの変更を加えられたスポーツモデルとして、スポーツKS50が販売を開始された。
- スポーツKS50 - K50(初代)にロングシートやメッキフェンダーをした、2代目のコレダスポーツに近い立ち位置の車種である。

### スポーツAS50/ スクランブラーAC50/ GA50
これらはK50(2代目)(以降｢K50｣)のフレームに、リターン式ミッションの「A50型」エンジンを搭載。エンジン取付部などの基本的な設計はK50と同一である。また、独自のテールライトやタコメーター、それぞれ別のフューエルタンクの装着によって、キーシリンダーはサイドカウルにある。丸型のヘッドライトも当時のK50とは違っていた。
1968年、スポーツAS50もといスクランブラーAC50を発売
1973年、免許制度の改定に基づき、若者をターゲットにGA50が販売を開始された。

### スポーツAS50
- アッパーマフラーとダブルシート、タコメーターを装着。AC50とは兄弟車であり、当時としては高性能のスポーツモデルである。
- GA50が出るよりも前に、GA50に引き継ぐ形で生産を終了した。

### スクランブラーAC50
- アッパーマフラーとダブルシート、タコメーターを装着。AS50とは兄弟車であり、当時としては高性能のオフロードモデルである。
- マイナーチェンジで外装の変更などが一度行われ、スポーツAS50よりも長く販売された。

### GA50
前書きの通り、同社のGTシリーズの車種である。名前が「GA」であることには、同社のAシリーズやヤマハ・GT50が関係している。エンブレムは2文字目の「A」が赤文字である。
- チェーンカバー、フェンダー、ロングシート、ヘッドライト等は後に出たコレダとは似ていつつも独自のものである。
- これらの中で唯一フレームに加工がされたモデルであり、シート取り付け部のフックがリア寄りであるため、長いタンクを装備している。
- K50や上記二車種とは違い、サブフレーム(エンジンカバー)の装着が大きな違いである。また、マフラーはK50同様にシングルの直線的なデザインだが、A50型エンジンであるため、K50とは共通ではない。
- マイナーチェンジは一度だけ行われた。
- 海外にも販売されており、「GT50」という名前で販売されていた。AS50やAC50のように復刻されることはなく生産を終了した。
- 「ヤマハ・FS-1」同様に、ビジネスバイクベースのゼロハンバイクとして高い人気を誇る。

- GTシリーズについては「スズキ・GT」を参照。

## コレダスポーツ50/ コレダスクランブラー50
本文でのスズキデジタルライブラリーの引用は諸元欄(PDF)も御覧ください。
1996年3月、K50(2代目)をベースにレトロ調スポーツモデルとしてコレダスポーツ50が発売され、同年9月にはレトロオフロードモデル風に仕上げられた派生車種コレダスクランブラー50が発売された。以後｢50｣は省略とする。
販売店舗用カタログでは正式名称として排気量数の｢50｣を含めている。
両車種共に最終型ではシルバー(13L)のみの設定となった。

### コレダスポーツ50

#### ST型,SW型
- K50(2代目)をベースにスピードメーター変更、オリジナルカラーの採用、荷台を外してロングシート、より細いウインカーを前後に装着。サイドカバーには「Colleda」のエンブレムを装着。
- スポーツAS50のデザインをややオマージュして現代に復刻したモデル。

#### SY型
- SY型(2000年)では前述のK50同様に排出ガス規制により型式商標が｢BB-BA15A｣に変更された他に、マフラーも適応するものに変更された。メインジェットもK50同様マフラー適合の番手に変更された。[7]

### コレダスクランブラー50

#### SCT型
- コレダスポーツをベースに左出しアップマフラーを装備、ブロックパターンのタイヤを装着。燃料タンクにゴム製のニーパッドを装着。サイドカバーは全てブラック塗装で「Colleda」のエンブレムを装着。前後フェンダーは初期モデルのSCT型(1996年)のみシルバー(13L)であった。
- 前述のCCIS方式やアッパーマフラーも相まって、スズキ製のCCISオイルを使用しないとマフラー内で詰まりが起こる。
- エンジン型式名はA185。コレダスポーツやK50(2代目)のA199とは異なり、2台の最高出力回転数が6500rpmなのに対し、コレダスクランブラーは6000rpmである。[7]
- 型式表記にも違いがあり、K50(2代目)とコレダスポーツは「A-K50-」または「BB-BA15A-」表記であるが、コレダスクランブラーは後年モデルであるため「A-LA13A-」表記である。「LA」の型式表記はGAG以来である。
- コレダスポーツと同様に、こちらはスクランブラーAC50をオマージュして現代に復刻したモデル。

#### SCX型
- SCX型(1998年)には前後フェンダー共にスポーツ仕様と同じメッキ調に変更された。

標準装備されていたロングシートは2人乗りも可能な構造であったが、実際には50cc（原付一種）モデルであるため、法律上2人乗りは出来ない。なお、現在では両車種とも生産を終了している。

## 生産終了後
- 販売されている間に、車名の変更やたった2年でモデルチェンジなどはあったが、K50やK90は2代目の生産年数で見ても「本物のレトロバイク」として稀有な存在であった。
- エンジンが2サイクルであったため環境規制に対応できず、ヤマハ発動機（ヤマハ）YB50のように4サイクルに転換することもなく、K125とK90は2000年に販売を終了し、K50も2006年(K5型/2005年モデル)に販売終了となった。
- 販売歴ではホンダ・カブに次ぐロングセラーモデルであったKシリーズも約40年、K125は35年、K90は33年、K50は最も長い39年の歴史に終止符を打った。
- K50の2代目は日本国内のスズキ車では最も長く生産を継続された。